# Ariamnes uwepa
Espèce
Ariamnes uwepa est une espèce d'araignées aranéomorphes de la famille des Theridiidae.

## Distribution
Cette espèce est endémique de l'île d'Oahu à Hawaï,.

## Description
Les mâles mesurent de 6,3 à 7,2 mm et les femelles de 10,0 à 10,5 mm.

## Publication originale
- Gillespie & Rivera, 2007 : Free-living spiders of the genus Ariamnes (Araneae, Theridiidae) in Hawaii. Journal of Arachnology, vol. 35, p. 11-37 (texte intégral).